# 샘 뵈케마
샘 뵈케마(네덜란드어: Sam Beukema, 1998년 11월 17일 ~ )는 네덜란드의 축구 선수이다. 그의 포지션은 중앙 수비수로, 현재 이탈리아 세리에 A의 나폴리에서 활약하고 있다.

## 클럽 경력

### 고 어헤드 이글스
2017년 9월 1일, 뵈케마는 헬몬트 스포르트와의 경기에서 고 어헤드 이글스 소속으로 에이르스터 디비시 데뷔전을 치렀다.

### AZ 알크마르
2021년 3월 31일, 뵈케마는 2026년까지 AZ와 계약을 맺었고 2021년 7월부로 팀에 합류했다.

### 볼로냐
2023년 7월 3일, AZ는 이적료 €10m에 뵈케마를 볼로냐로 이적을 시키기로 합의했으며, 이 거래 조건에 따라 반대로 볼로냐 선수인 덴소 카시우스는 AZ로 향했다.

### 나폴리
2025년 7월 20일, 뵈케마는 같은 리그의 세리에 A 클럽 나폴리와 5년 계약을 맺고 이적했다.

## 수상 내역
볼로냐
- 코파 이탈리아: 2024–25[4]

개인
- 에레디비시 이달의 팀: 2022년 1월,[5] 2023년 5월[6]